# 形意拳
形意拳（けいいけん、Xingyiquan）は、中国武術の一派。

## 概説
太極拳、八卦掌と共に内家拳の代表格とされる中国武術である。他の拳術ほど見栄えのする大技は少なく、非常にシンプルな拳風が特徴的である。
『三体式』（三體勢、三才式、子午式、四象式、開勢、鷹捉勢とも）と呼ばれる、同じ側の掌と足を一歩前に踏み出し、後ろ足に体重を乗せた八極拳の半馬式に似た姿勢を基本とし、踏み込んで技を発した際に、後ろ足を前足の踵側に引き付けて歩を進める『跟歩（こんぽ）』という歩法が多用される。套路は門派によって異なるが、五行説にちなんだ名前をつけられた5種類の単式拳『五行拳』と、五行拳の応用形でそれぞれ動物を模した12種類からなる象形拳の『十二形拳』は共通している。
『五行拳』は劈拳（金行）・蹦拳（木行）・鑚拳（水行）・炮拳（火行）・横拳（土行）からなり、更に『十二形拳』は龍形・虎形・猴形・馬形・鶏形・鷂形・燕形・𩿡形・鷹形・熊形・蛇形・鼉形からなる。槍を中心に棍、剣、刀、暗器など武器術も豊富で、器械套路（武器用の型）も存在するが、元々形意拳には専用の武器の型は無かったと、「拳意述真」では述べられている。
初心者は、『三才式』などの站椿功（立ち稽古）と『鶏歩』という歩法による運足を学び、併せて定歩での練習、たとえば『定歩劈掌（鷹捉）』などを稽古する。
その後、移動稽古の練習に進む。

## 歴史
清朝末期、李洛能が戴氏心意拳を基に作り上げたのが発祥とされており、李の高弟である郭雲深、車永宏、宋世栄らによって伝承され、現在に至る。
各伝承者の普及させた地域によって性質が異なり、河北省伝来のものを河北派形意拳、山西省伝来のものを山西派形意拳などと呼ぶ。かつては河南省に伝わる心意六合拳も河南派形意拳と呼ばれていたが、近親門派ではあるものの形意拳の一門ではないため、現在ではそう呼ばれることは少ない。
分派としては、郭雲深の弟子・王向斉が創始した意拳（大成拳）があり、日本には王向斉の弟子・澤井健一が創始した太気拳も存在する。

## ゲーム
形意拳 (ゲーム)を参照